# 화명수목원
화명수목원은 부산광역시 북구 화명동에 있는 공립수목원이다.

## 역사
- 2003.08 공립수목원 조성계획 수립
- 2010.10 기반조성공사 완료
- 2010.04 건축공사 완료
- 2010.04 화명수목원사업소 신설
- 2010.06 조경공사 완료
- 2011.03 임시 개원
- 2013.02 공립수목원 등록

## 주요 시설
전시구성: 침·활엽수, 화목원, 초화원, 수서생태원 등 주제원
- 건물 : 관리동 1,018m2(숲전시실 330m2포함), 전시온실 943m2, 증식온실 220m2

- 숲전시실 : 숲으로초대, 깨어나는 숲, 위기의 숲, 체험영상존 등 5개 테마 구성

편의시설
- 휴게시설 : 도서관(4개소), 정자(7개소), 의자(65개), 피크닉테이블(31개) 등
- 부대시설 : 숲속전망대(1개소), 초식동물원(1개소), 주차장(185면), 화장실(2개소), 음수대(2개소)

## 주요사항
- 개를 비롯한 애완동물 출입금지
- 수목원 법에 따라 매점이 없다.
- 텐트 금지
- 식물 채집 금지